# Asura simillima
Asura simillima là một loài bướm đêm thuộc phân họ Arctiinae, họ Erebidae.